# Kanton Vianden
Kanton Vianden (lb. Kanton Veianen, fr. Canton de Vianden, niem. Kanton Vianden) – jeden z dwunastu kantonów w Luksemburgu, znajduje się we wschodniej części kraju. Przed 3 października 2015 należał do dystryktu Diekirch. Siedziba kantonu znajduje się w miejscowości Vianden (Veianen). Zarówno pod względem powierzchni jak i liczby mieszkańców jest najmniejszym kantonem w kraju.

## Podział administracyjny
W skład kantonu wchodzą trzy gminy (gemeng, commune, Gemeinde):
1. Putscheid (Pëtschent / Putscheid)
2. Tandel
3. Vianden (Veianen)